# El arte de la composición musical
El Arte de la Composición Musical (en inglés, The Craft of the Musical Composition) es un tratado de música y composición escrito por el multiinstrumentista, compositor y musicólogo alemán Paul Hindemith.
Originalmente publicado en 1937, este libro sigue siendo uno de los más importantes y complejos de armonía. En contraste con muchos libros de texto musicales escritos por músicos académicos, Paul Hindemith era un músico que podía tocar todos los instrumentos de la orquesta, componer una pieza para casi cualquier tipo de conjunto y uno de los maestros más estimulantes de su época. Por lo tanto, no es sorprendente que este libro siga siendo un referente esencial para el estudiante y el músico profesional.

## Fundamentos
Como muchos otros compositores alemanes de amplia repercusión en el siglo XX, Paul Hindemith basa su trabajo en los fundamentos acústicos de la serie de armónicos, siguiendo la línea de trabajos realizados por Schenker y Schöenberg, entre otros. Casi todos los teóricos y músicos han coincidido en la importancia de esta serie para justificar las bases del sistema tonal. Esto es evidente al menos en los primeros armónicos, es decir, las relaciones entre los parciales 1:2, 2:3 y 3:4, octava, quinta y cuarta justas, respectivamente.

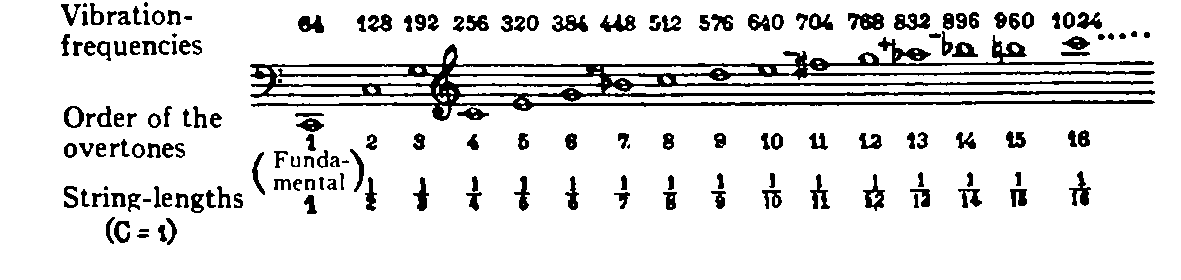
Serie de armónicos

Inclusive, y a pesar de la afinación temperada, los componentes hasta el parcial 6 contienen los intervalos de tercera mayor (4:5) y tercera menor (5:6), reafirmando el concepto de tríada mayor como elemento constitutivo de la organización tonal. El trabajo de Hindemith se basa esencialmente en el desarrollo de dos Series.

### Serie 1

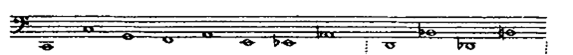
La Serie 1 representa TONOS, en relación con su tono generador (do), y desde la cual se derivan sus posiciones tonales.

Las primeras notas de esta serie se deducen de los primeros armónicos coincidentes en casi todas las teorías anteriores. Para explicar la quinta nota, es necesario interrumpir el proceso de nota a nota ascendente, ya que esta sexta mayor se encuentra entre los parciales 3:5. Para la derivación de los demás tonos de la serie de armónicos, cualquiera sea el orden establecido en la práctica musical, no se puede encontrar una regla normativa. A esta derivación se puede llegar únicamente de forma arbitraria y no podría darnos en consecuencia, una justificación teórica para la práctica. Por consiguiente el establecimiento de la sexta mayor como intervalo 3:5 nos demuestra su tamaño, no el grado de relación con respecto al tono, el cual es una sexta de la fundamental.

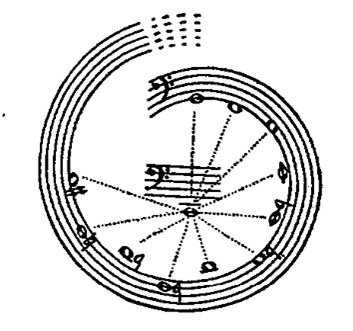
Sistema gravitatorio de la Serie 1

Los valores de las relaciones establecidas en la Serie 1 son la base de la comprensión de la conexión de tonos y acordes, el orden de progresiones armónicas, y en consecuencia el progreso tonal de composiciones.
Hindemith piensa en esta serie como en un sistema planetario, donde la nota do, en este caso, sería el centro (la estrella, nuestro sol), rodeado por sus tonos descendentes (planetas). La Serie 1 nos muestra la distancia de los planetas desde la estrella central. En la medida que la distancia aumenta, la calidez, la luz y el poder del sol disminuyen, y los tonos pierden su cercanía de relación. Los intervalos corresponden a las distancias de los diversos planetas de cada otro.

### Serie 2

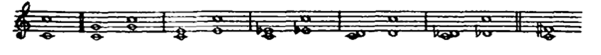
La Serie 2 consiste en INTERVALOS, sin relación con el tono generador.

Paul Hindemith utiliza esta serie que se deduce también de los armónicos, para evaluar en este caso, las distancias entre los distintos tonos, y no la relación de cada tono con su generador. Por un lado se observa una relación de consonancia y disonancia en este orden, ya que parte de los intervalos que más fusión tienen hasta llegar a los más tensos. El orden, aunque guarda una estrecha relación con otras teorías de consonancia y disonancia, se establece por la fuerza generadora del intervalo en si.

## La Teoría Convencional de la Armonía
En todo el libro, Paul Hindemith propone su propio sistema de composición basado en estas series como generadoras tanto de acordes, como de progresiones. Para lo cual desglosa y plantea algunos conceptos problemáticos de la Teoría Convencional de la Armonía.

### Los acordes se construyen por terceras
A través del tiempo, se fueron agregando a las estructuras simples de tríadas, sextas, novenas, séptimas, etc., consideradas al comienzo como notas de paso, apoyaturas, etc. Pero poco a poco se transformaron en entidades individuales e independientes. Para justificar estos procedimientos, la armonía tradicional ha desarrollado inexplicables métodos de análisis, recurriendo a diversa herramientas de las más extrañas para explicar algo que fundamentalmente, no se puede expresar con la reglas de una armonía que no contemplaba estos acordes.

### Los acordes se consideran invertibles
Las inversión de los acordes debe aplicarse, según Hindemith a las tríadas y a los acordes de séptimas en relación de terceras, exclusivamente. Además, existen desde el comienzo numerosas “excepciones” o salvedades que hay que tener en cuenta, ya que la inversión del acorde es un cambio importante – aunque no de fundamental acústica – en la relación de sus notas y puede afectar a la funcionalidad del mismo.
En cuanto al resto de acordes - notas agregadas, novenas, etc. -, las inversiones ya no son tan normativas, y deben atenerse a las normas de la génesis de esas estructuras.

### Al bajar o elevar notas de la escala diatónica, la tonalidad puede ser enriquecida armónicamente
Desde su origen, la escala diatónica fue proclive de alterarse para ajustarse a deseos composicionales. Desde la música ficta hasta la recuperación tardía de notas modales gregorianas, pasando por herramientas transitorias como los acordes de sexta aumentada, la escala diatónica sufrió la inclusión de modificaciones para enriquecerse. Los medios para justificar estas notas o procedimientos fueron de los más diversos hasta llegar al fin de la tonalidad; “cualquier acorde puede seguir a cualquier otro”. Con la escala cromática como base, se puede desarrollar cualquier complejo sonoro, pero durante el siglo XX, la tonalidad recuperada y revitalizada a partir de la nueva música popular (jazz, pop, etc.), permitió que nuevos acordes sean intrusos bienvenidos en el sistema tonal.

### Los acordes son susceptibles de varias interpretaciones
Realmente desde el fenómeno acústico y físico, los intervalos nos determinan las fundamentales aparentes de cada complejo sonoro. Factores como la amplitud, relación interna, disposición de las voces son fundamentales a la hora de determinarla. El ritmo armónico, la dinámica también serán valores decisivos, pero ya dentro de un contexto sonoro más global.

## Construcción de acordes
Hindemith utiliza las Series para establecer las diferencias con las viejas teorías funcionales de la armonía, proponiendo otra forma de pensar y analizar la construcción de acordes.

### La construcción en terceras es una regla básica que se aplica a acordes construidos en terceras
El principio que reemplaza la superposición de terceras para la construcción de un acorde, se deriva de la Serie 2, y de cómo la tónica se conecta con los demás intervalos. Es importante reconocer la naturaleza de los acordes, para poder comprender y analizarlos posteriormente. De los intervalos de la Serie 2, la octava, el más noble y orgullosos de los intervalos, no tiene importancia para el análisis de acordes, ya que todo lo que puede hacer es aumentar el peso de una nota, sin hacer ningún cambio esencial en el contenido del intervalo. El tritono, por otro lado, es el más excéntrico, distante, y aunque indispensable, se manifiesta tan fuertemente con su propio carácter que los acordes adquieren una gran indefinición, y su carácter se vuelve dinámico hacia un objetivo.
Por lo tanto, como primer factor de análisis, Hindemith divide todo el material armónico en dos grupos, el que incluye los acordes que contienen tritono y el grupo que no lo incluyen.
Como segundo factor, y según el orden de relación de la Serie 2, se deducen dos clasificaciones, aquellos que contienen los intervalos de la “primera generación” - generadores de acordes básicos (quintas, cuartas, terceras y sextas) -, que son más puros y estables que aquellos formados a partir de los "nietos" (segundas y séptimas).
Un tercer factor a considerar es la tónica, ya que es la nota base del acorde y con la que se relacionan los demás intervalos. En cada intervalo siempre hay una nota que es la base de la otra, y que de alguna manera quiere ser la nota más importante, ejerciendo su poder con respecto a la otra e intentando dominarla. De todas maneras, todos los acordes tiene una tónica y para encontrarla debemos considerar los mejores intervalos para ello; la quinta es la mejor - en un extremo de la Serie 2 - y la séptima mayor en el otro es el más débil (el tritono está fuera de este grupo). Para este cálculo, se debe tener en cuenta cada intervalo en el acorde. Así, una tríada mayor consiste en una quinta, una tercera mayor y una tercera menor.
En consecuencia, si hay una quinta en el acorde, entonces la nota grave de ese intervalo será la tónica del acorde. Del mismo modo, el tono más bajo de una tercera o séptima (a falta de un intervalo mejor) es también tónica. Por el contrario, si hay una cuarta, una sexta o una segunda como mejor intervalos en un acorde, entonces su nota superior es la tónica del acorde. Las notas duplicadas cuentan solo una vez; usamos la nota más baja para nuestro cálculo. Si el acorde contiene dos o más intervalos iguales, y estos son los mejores intervalos (5, 4 y 3), la tónica del intervalo inferior es la tónica del acorde.
No importa si la nota que completa el "mejor" intervalo se encuentra en la misma octava o en otra. En estas ocasiones, el poder gravitatorio del intervalo dominante es tal que permite la formación de notas "disonantes".

### Se debe sustituir la invertibilidad de los acordes por un principio más abarcador
En la teoría convencional de la armonía, la inversión de un acorde nunca tiene el mismo efecto fuerte y definido que el acorde en su posición original. Porque en el Estado Fundamental, la tónica y el bajo es la misma nota, que se fortalece aún más por su posición en la parte inferior del acorde. En las Inversiones, las dos fuerzas están separadas; la tónica es ahora una parte superior del acorde, y oponiendo su fuerza a la del bajo. Estrictamente hablando, no es la reorganización de las notas de un acorde lo que constituye una inversión, sino la transposición de su tónica en una voz superior. Hasta ahora, el hecho de que una inversión tenía que estar relacionada con el acorde en estado fundamental, ha impedido un uso integral del principio de la transposición de tónicas.
Al liberar este principio de sus cadenas, Hindemith amplía no solamente la visión sobre el dominio de numerosos acordes hasta ahora cubierto por la teoría armónica, sino también un nuevo criterio para la evaluación de acordes. Todos los acordes en los que el bajo y la tónica NO son idénticos están subordinados a acordes cuyas otras características comparten (cualidades de tónica y grupo de acordes), pero en las cuales ambas coinciden (tónica y bajo).

### Se debe abandonar la tesis de que los acordes son susceptibles a una variedad de interpretaciones
La división de acordes en dos grupos principales, clasificados luego según su componente de intervalos y la posición de la tónica, elimina toda ambigüedad. Por supuesto, no elimina la incertidumbre armónica del tritono. Esto no es una ambigüedad extrema, en donde todos los acordes pueden tener un significado diferente, sino más bien la incertidumbre de unos pocos acordes determinados por la imprecisión de este intervalo.
Se establece que el tritono, cuando está combinado con otros intervalos, se subordina a sí mismo al mejor intervalo de la Serie 2. Los primeros intervalos de dicha serie (quinta y cuarta, tercera mayor y sexta menor) acaban con su incertidumbre, pero cede fácilmente a su tendencia hacia la resolución. Sucede así que, en los acordes que contienen el tritono y estos intervalos fuertes, la tónica es tan poderosa como lo es en los acordes del primer grupo, pero la estabilidad es, sin embargo, deficiente.
La combinación con los intervalos siguientes (tercera menor y sexta mayor) tienen menos fuerza para combatir la incertidumbre del tritono y, por lo tanto, para hacer de ella una combinación armónica clara. Por lo tanto, un acorde que, aparte del tritono, posea solo una tercera menor o una sexta mayor, sigue siendo tan ambiguo como el tritono mismo. Uno de las notas de dicho acorde será la representante de la tónica. El contexto determinará cuál de la esas notas realiza esta función, aun así, solo hay cuatro de tales acordes: la tríada disminuida con sus dos inversiones y el acorde de séptima disminuida.
Entre los acordes que no tienen tritono, también hay dos de cuya interpretación depende del contexto y que, en consecuencia, no tienen tónica, sino solo una representante: la tríada aumentada y el acorde compuesto de dos cuartas superpuestas.